# Гардінг-Берч-Лейк (Аляска)
Гардінг-Берч-Лейк (англ. Harding-Birch Lakes) — переписна місцевість (CDP) в США, в окрузі Фербенкс-Норт-Стар штату Аляска. Населення — 253 особи (2020).

## Географія
Гардінг-Берч-Лейк розташований за координатами 64°23′4″ пн. ш. 146°33′13″ зх. д. / 64.38444° пн. ш. 146.55361° зх. д. (64.384498, -146.553512).  За даними Бюро перепису населення США в 2010 році переписна місцевість мала площу 598,91 км², з яких 555,19 км² — суходіл та 43,72 км² — водойми.

## Демографія
Згідно з переписом 2010 року, у переписній місцевості мешкало 299 осіб у 129 домогосподарствах у складі 78 родин. Густота населення становила 0 осіб/км².  Було 656 помешкань (1/км²).
Расовий склад населення:
| - 93,3 % — білих - 3,3 % — корінних американців - 0,3 % — чорних або афроамериканців |

До двох чи більше рас належало 2,7 %. Частка іспаномовних становила 2,7 % від усіх жителів.
За віковим діапазоном населення розподілялося таким чином: 21,7 % — особи молодші 18 років, 62,9 % — особи у віці 18—64 років, 15,4 % — особи у віці 65 років та старші. Медіана віку мешканця становила 50,6 року. На 100 осіб жіночої статі у переписній місцевості припадало 126,5 чоловіків;  на 100 жінок у віці від 18 років та старших — 112,7 чоловіків також старших 18 років.
Середній дохід на одне домашнє господарство  становив 51 542 долари США (медіана — 51 042), а середній дохід на одну сім'ю — 59 426 доларів (медіана — 56 964). За межею бідності перебувало 4,2 % осіб, у тому числі 0,0 % дітей у віці до 18 років та 0,0 % осіб у віці 65 років та старших.
Цивільне працевлаштоване населення становило 61 особа. Основні галузі зайнятості: сільське господарство, лісництво, риболовля — 41,0 %, роздрібна торгівля — 29,5 %, транспорт — 11,5 %, мистецтво, розваги та відпочинок — 11,5 %.